# Brigitte Jordan

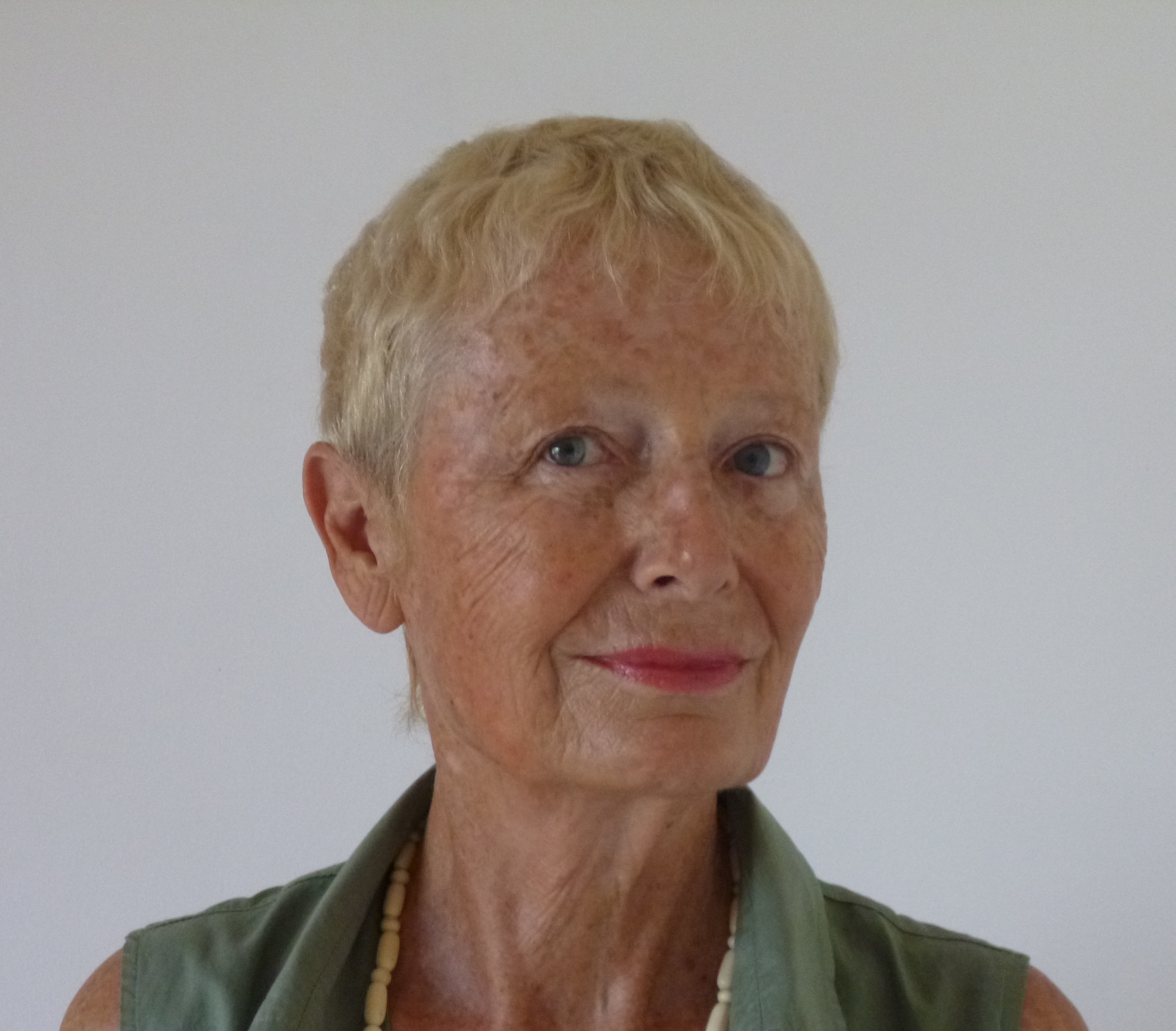
Brigitte Jordan

Brigitte Jordan (* 1937 in Passau; † 24. Mai 2016 in La Honda, Kalifornien) war eine deutsch-US-amerikanische Anthropologin und Hochschullehrerin.

## Leben
Jordan wurde 1937 in Passau geboren und zog nach der Heirat mit dem in Deutschland stationierten amerikanischen Soldaten Richard Jordan in die USA. Sie hatten drei Kinder, ließen sich scheiden und sie heiratete Robert Irwin. Als sie sich entschied, ein Studium zu absolvieren, nahm sie ein Vorlesungsverzeichnis der Universität zur Hand und stieß, beginnend mit dem A, auf Anthropologie. Sie studierte am Sacramento State College, wo sie ihren Bachelor- und Master-Abschluss erhielt, und promovierte an der University of California in Irvine. Sie beschäftigte sich intensiv mit Entwicklungen in der Ethnomethodologie und Konversationsanalyse, dem aufkommenden Denken in Kognition (heute bekannt als situierte und verteilte Kognition) und Lerntheorie. Außerdem beschäftigte sie sich mit den kulturellen Unterschieden von Geburt in Yucatan, Holland, Schweden und den USA.
Über einen Zeitraum von 13 Jahren hinweg besuchte sie regelmäßig die Yucatan-Inseln und lebte in Michigan, wo sie als Professorin an der Michigan State University arbeitete. Sie forschte auf den Gebieten der geburtshilflichen Anthropologie und der interkulturellen Geburtspraxis. Vor der Eröffnung ihrer eigenen Beratungspraxis war sie als Principal Scientist am Xerox Palo Alto Research Center und als Senior Research Scientist am Institute for Research on Learning tätig.
In zahlreichen Forschungs- und Interventionsprojekten in den USA, Europa, Lateinamerika und Afrika passte sie ethnografische Methoden an die Erfordernisse komplexer, technologieintensiver Unternehmen an. Ihre Forschungs- und Beratungsprojekte befassten sich mit „Workscapes und Lifescapes of the Future“, die den Einfluss der neuen Kommunikations- und Informations-Technologien auf Arbeit und Freizeit sowie die umfassenden Änderungen der „ways of life“ sozialer Institutionen und globaler Ökonomie thematisierten. Sie ist Autorin von mehr als 100 wissenschaftlichen und technischen Publikationen.

## Auszeichnungen
- 1980: Margaret Mead Award für ihr 1978 erschienenes Buch: Birth in Four Cultures: A Crosscultural Investigation of Childbirth in Yucatan, Holland, Sweden and the United States
- 2015: Aufnahme in das Distinguished Member-Programm der American Anthropological Association (AAA)
- Excellence in Science and Technology Award der Xerox Corporation

## Werke (Auswahl)
- Advancing Ethnography in Corporate Environments, 2012, ISBN 978-1-61132-220-0
- Birth in four Cultures. A Crosscultural Investigation of Childbirth in Yucatàn, Holland, Sweden and the US, 1978, ISBN 978-0-920792-27-8